# Шосе Шейха Заїда
Шосе шейха Заїда (араб. شارع الشيخ زايد, англ. Sheikh Zayed Road) — головна і найдовша вулиця міста Дубай.
Шосе носить назву на честь шейха Заїда бін Султана Аль Нахайяна.
Шосе проходить через все місто вздовж узбережжя, воно є частиною найбільшого в ОАЕ шосе E 11.  До розширення в 1993—1998 роках називалася Defence Road (Шосе Оборони). Уздовж шосе на значному її протязі проходить червона гілка Дубайського метрополітену.

## Будівлі
На шосе шейха Зайда розташовано багато відомих хмарочоси Дубая: На шосе шейха Заїда розташовано багато відомих хмарочосів Дубая:
- Etisalat Tower 2
- Бурдж-Халіфа
- Башта Троянди
- вежа Тисячоліття
- Еміратська офісна вежа і Джумейра Емірейтс Тауерс